# Kay Stenshjemmet
Kay Arne Stenshjemmet, född 9 augusti 1953, är en norsk före detta hastighetsåkare på skridsko. En av de fyra essen. De främsta meriterna är silvermedaljerna på 1500 meter och 5000 meter vid OS 1980 efter Eric Heiden, segrarna i europamästerskapen allround 1976 och 1980. Övriga medaljer från allroundmästerskap är VM-brons 1979, VM-silver 1981, EM-silver 1977 och 1979 och EM-brons 1981. Stenshjemmet satte världsrekord på 5000 m 1977 med tiden 6.56,9. Han har erhållit två kungapokaler.